# Edymar Martínez
Edymar Martínez Blanco (Puerto La Cruz, 10 de julho de 1995) é uma modelo e rainha de beleza da Venezuela coroada Miss Internacional 2015.
Ela foi a sétima modelo de seu país a vencer este concurso.

## Biografia
Natural de Anzoátegui, Edymar é modelo desde a adolescência e depois do reinado como Miss Internacional, além de continuar modelando, atuou como apresentadora de TV.
Em 2016 mudou-se para o Chile onde assinou contrato com a agência Elite Model Chile.

## Participação em concursos de beleza

### Miss Venezuela 2014
Representando Anzoátegui no Miss Venezuela 2014, ela ficou em segundo lugar, ganhando assim o direito de participar do Miss Internacional 2015.

### Miss Internacional 2015
Em Tóquio, Japão, derrotando outras 69 concorrentes, Edymar foi coroada Miss Internacional 2015 no dia 05 de novembro do mesmo ano.
Ela também levou o prêmio de Melhor Corpo.